# 위그너 정리
위그너 정리(영어: Wigner’s theorem)는 힐베르트 공간에서, (절댓값 1의 복소수 위상을 무시하면) 내적을 보존하는 전사 함수는 유니터리 변환이나 반(anti)유니터리 변환이라는 수학적 정리다. 이를 양자역학에 적용하면, 모든 물리적 대칭은 유니터리 변환이거나 반유니터리 변환을 이룬다는 사실을 의미한다.

## 역사
유진 위그너가 양자역학에 응용하기 위하여 1931년에 증명하였다.

## 정의
복소수 힐베르트 공간 {\displaystyle H}와 전사 함수 {\displaystyle \phi \colon H\to H}를 생각하자. (선형성을 가정하지 않는다.) 이 함수가 내적의 절댓값을 보존한다고 하자. 즉 임의의 {\displaystyle x,y\in H}에 대해
{\displaystyle |\langle x,y\rangle |=|\langle \phi (x),\phi (y)\rangle |}
를 만족한다. 그렇다면 위그너 정리에 따라, {\displaystyle \phi (x)=\alpha (x)U(x)}를 만족하는 어떤 {\displaystyle \alpha \colon H\to \mathbb {C} }와 {\displaystyle U\colon H\to H}가 존재한다. 여기서 {\displaystyle \alpha }는 절댓값이 1이고 ({\displaystyle |\alpha (x)|=1}) {\displaystyle U}는 유니터리 또는 반유니터리 변환이다.

## 물리학적 의의
물리학에서는 자연계에서 가능한 대칭을 찾고자 한다. 근본적인 대칭을 가정하면, 그 대칭을 따르는 현상만을 고려하면 되므로 이론이 더 간단하여지기 때문이다. 위그너 정리에 의하면, 양자역학에서 가능한 대칭은 "자명한" (즉 유니터리/반유니터리) 대칭밖에 없다. 따라서 임의의 대칭이 유니터리 혹은 반유니터리 변환이라고 가정하고 이론을 전개할 수 있다.
예를 들어, 고전 게이지 이론에서는 임의의 반고전적 (quasiclassical) 리 군에 대하여 게이지 이론을 만들 수 있으나, 양자 게이지 이론에서는 리군이 유니터리 또는 반유니터리 표현을 가져야 하므로, 가능한 대칭군이 가약 리 군으로 줄어든다.

## 같이 보기
- 입자물리학과 표현론의 관계

## 참고 문헌
- Wigner (1931), Gruppentheorie, Friedrich Vieweg und Sohn (Braunschweig, Germany), pp. 251.
- Mouchet, Amaury. "An alternative proof of Wigner theorem on quantum transformations based on elementary complex analysis". Physics Letters A 377 (2013) 2709-2711. hal.archives-ouvertes.fr:hal-00807644